# B-sidor 95–00
B-sidor 95–00 är ett dubbelt samlingsalbum från år 2000 av Kent. Innehåller B-sidor från gruppens singlar släppta mellan 1995 och 2000. Dessutom två helt nya låtar, Chans (som även släpptes som singel) och Spökstad och nya versioner på de gamla låtarna Rödljus och En helt ny karriär.

## Låtlista
Text: Joakim Berg. Musik: Joakim Berg, förutom "Pojken med hålet i handen" av Martin Sköld, och "Verkligen" av Kent.

### CD 1
1. Chans (5:21)
2. Spökstad (4:41)
3. Längtan skala 3:1 (6:51) (Kevlarsjäl)
4. Om gyllene år (2:39) (En himmelsk drog)
5. Noll (4:28) (En himmelsk drog)
6. Önskar att någon... (3:56) (Musik non stop)
7. Bas riff (3:39) (Musik non stop)
8. Din skugga (4:04) (747)
9. Elever (4:45) (747)
10. Längesen vi sågs (4:29) (Saker man ser)
11. December (3:46) (Saker man ser)
12. Utan dina andetag (4:23) (Om du var här)
13. På nära håll (3:19) (Om du var här)

### CD 2
1. Livrädd med stil (3:03) (Gravitation)
2. Verkligen (5:30) (Gravitation)
3. Gummiband (4:46) (Halka)
4. Att presentera ett svin (4:27) (Halka)
5. En helt ny karriär (4:08) (Kräm)
6. Rödljus (3:40) (Kräm)
7. Pojken med hålet i handen (hotbilds version) (4:11) (Jag vill inte vara rädd)
8. Kallt kaffe (3:26) (Frank)
9. Den osynlige mannen (kazoo version) (2:38) (Som vatten)
10. Slutsats (2:48) (När det blåser på månen)
11. Rödljus II (4:34)
12. En helt ny karriär II (5:27)

## Listplaceringar
| Lista (2000-2003) | Topplacering |
| ----------------- | ------------ |
| Finland           | 18           |
| Norge             | 31           |
| Sverige           | 2            |

### Fotnoter
1. ↑  ”Svensk mediedatabas”. http://smdb.kb.se/catalog/id/001545266. Läst 3 juni 2011.
2. ↑  Finnishcharts - B-sidor 95-00 på den finländska albumlistan
3. ↑  Norwegiancharts - B-sidor 95-00 på den norska albumlistan
4. ↑  Swedishcharts - B-sidor 95-00 på den svenska albumlistan